# Filmstriben.dk
Filmstriben er de danske bibliotekers streamingtjeneste. Filmstriben blev lanceret i september 2009. Siden fungerer som en digital forlængelse af kommunebibliotekernes tidligere udlån af film på DVD. Siden er et supplement til de kommercielle filmtjenester, ikke en konkurrent. Filmene i Filmstriben er desuden clearet til visning i Danmark, så der er kun adgang til at se dem fra danske IP-adresser. For at se film på Filmstriben skal man være oprettet som bruger på biblioteket i den kommune man bor i.